# Vigilante 8 Arcade
Vigilante 8: Arcade es un videojuego de combate vehicular desarrollado por Isopod Labs y publicado por Activision. Fue anunciado el 14 de febrero de 2008 y lanzado el 5 de noviembre de 2008 para Xbox Live Arcade en la Xbox 360. Isopod Labs  fue formado por tres exmiembros de Luxoflux, desarrolladora de la serie Vigilante 8 original. Un remake de Vigilante 8 con algunos elementos de la secuela también incluidos, Vigilante 8: Arcade puede jugarse en línea hasta para ocho jugadores.
V8 Arcade recibió reseñas mixtas. Reseñantes fueron divididos; múltiples reseñantes sintieron el juego fue un buen digno para Xbox Live, con un reseñante llamándolo "una gloriosa reversión para una sencilla época de juego." Otros elogiaron el componente multijugador en línea y el salvar la mejora de sistema del juego. Algunos reseñantes, también, sentían que las físicas de los vehículos era pobre.

## Jugabilidad
Vigilante 8: Arcade es un juego de combate vehicular en el que los vehículos están equipados con armamento para combatir a los oponentes. Cada vehículo está equipado con ametralladoras y un ataque especial que es único para ese vehículo. Los potenciadores de armas están esparcidos por cada mapa y pueden ir desde misiles en busca de calor hasta minas. Cada uno puede dispararse en un total de cuatro formas, la operación estándar del arma y a través de tres ataques especializados y más poderosos únicos para ese arma. El juego utiliza un sistema de actualización de puntos de rescate similar a Vigilante 8: Second Offense, lo que significa que los vehículos se pueden actualizar recogiendo los iconos de puntos de rescate lanzados por los enemigos.
V8 Arcade cuenta con cuatro modos de juego para un jugador. En el modo Quest, los jugadores eligen un personaje y juegan a través del juego desde la perspectiva de ese personaje, aprendiendo sobre el fondo del personaje a medida que avanza el juego.  En Quick Battle, los jugadores reciben vehículos aleatorios para combatir contra enemigos aleatorios hasta que el jugador esté muerto o victorioso.  Custom Battle es similar, pero permite a los jugadores elegir tanto los personajes como la arena para jugar. Free Wheelin' es un modo sin IA que permite a los jugadores conducir por el entorno, buscar secretos y aprender el diseño. El modo multijugador se puede jugar con hasta cuatro jugadores a través de pantalla dividida, Xbox Live o en cualquier combinación de los dos. Cuenta con dos modos,  Deathmatch, que enfrenta a todos los jugadores entre sí, y  Team Co-Op, donde todos los jugadores humanos trabajan juntos contra oponentes de IA.
El juego incluye cinco niveles, cada uno inspirado en los niveles originales "Vigilante 8" y "Vigilante 8: 2nd Offence", pero con diseños modificados. Algunos de los niveles del juego están inspirados en múltiples niveles de los juegos anteriores, combinados para crear un nuevo entorno. Hay dos niveles adicionales disponibles a través de contenido descargable. El primero, Stunt Track, es una pista circular que tiene rampas, bucles y otros peligros temerarios. El segundo, Garage, es un nivel de gran tamaño ubicado en un garaje gigante, que hace que los vehículos sean del tamaño de un RC car.

## Sinopsis
V8 Arcade está construido alrededor de una historia alternativa, en la cual hubo una grave crisis mundial crisis petrolera de 1973 en la década de 1970. Estados Unidos estaba al borde del colapso económico, con crímenes, huelgas y disturbios desenfrenados. Todos los agentes de la ley disponibles fueron llamados a las principales ciudades, lo que dejó vulnerables al campo y las afueras. Un consorcio petrolero multinacional extranjero, Oil Monopoly Alliance Regime (OMAR), trató de monopolizar el comercio mundial de petróleo. OMAR contrató al terrorista profesional Sid Burn para causar estragos y destruir la economía estadounidense. Sid organizó un grupo de terroristas para ayudarlo con su tarea. Llamándose a sí mismos los Coyotes, comenzaron a destruir refinerías de petróleo, instalaciones comerciales y otras industrias vitales en todo el suroeste de los Estados Unidos. Con la aplicación de la ley en todas las ciudades, los civiles comenzaron a tomar la ley en sus propias manos. Un camionero conocido como Convoy organizó un grupo para luchar contra los Coyotes, tomando el nombre de Vigilantes. A medida que las condiciones continuaron deteriorándose, el gobierno de EE. UU. Centró toda su investigación y desarrollo en el nuevo arsenal militar. El armamento más avanzado, basado en tecnología alienígena, estaba ubicado en  Sitio-4, una instalación secreta en Papoose Lake. La noticia de la instalación se filtró a Sid, y los Coyotes tendieron una emboscada al Sitio-4. Cuando Sid y su pandilla empacaron el armamento, los Vigilantes llegaron inesperadamente para detenerlos. Como resultado, ambas partes se encontraron en posesión del armamento más avanzado del mundo.

### Personajes
Ocho personajes están disponibles al comienzo del juego, de forma similar al "Vigilante 8" original, cada uno con cinco colores diferentes para elegir. También hay un personaje desbloqueable y contenido descargable con más personajes. Una vez que un personaje haya completado el modo historia, se desbloqueará el modelo de vehículo original "Vigilante 8" del juego de PlayStation, jugable en todos los modos de juego.
| Vigilantes                                                                        | Vigilantes                                     |
| --------------------------------------------------------------------------------- | ---------------------------------------------- |
| - Convoy en el Mammoth - John Torque en el Jefferson - Chassey Blue en el Piranha | - Dave en el Groovan - Sheila en el Strider    |
| Coyotes                                                                           |                                                |
| - Sid Burn en el Manta - Boogie en el Leprechaun                                  | - Molo en el Incarcerator - Beezwax en el Stag |
| Drifters                                                                          |                                                |
| - Y el Alien en el Saucer - Houston en el Towmaster                               | - Loki en el Groundhog                         |

Personaje desbloqueable
Personaje descargable

## Desarrollo y mercadeo
Vigilante 8 Arcade fue anunciado el 14 de febrero de 2008. El estudio constaba de solo seis personas y un pequeño número de contratistas de arte, y el desarrollo del título fue autofinanciado. Isopod Labs originalmente buscó un lanzamiento en junio de 2008; sin embargo, el juego no se presentó originalmente para la certificación Xbox Live hasta el 12 de agosto de 2008. Los probadores encontraron problemas al final de Microsoft en relación con la biblioteca de códigos QNet. El problema fue resuelto por ambas partes y el juego fue enviado nuevamente a Microsoft para su reenvío. "Ciertamente deseamos que sea un proceso más rápido", dijo Isopod Labs, "pero así es como se desmorona la galleta: no hay mucho más que hacer, pero espera". En una entrevista posterior al lanzamiento de  Joystiq , Adrian Stephens de Isopod Labs agregó: "El problema de la certificación es complicado y se podría hacer más para allanar el camino hacia la certificación". Vigilante 8 Arcade aprobó la certificación Xbox Live de Microsoft el 24 de septiembre de 2008, y fue lanzado el 5 de noviembre de 2008.
Aunque los autos se basan principalmente en el original "Vigilante 8", la banda sonora es una versión remezclada de la música de "Vigilante 8: 2nd Offense". V8 Arcade es compatible con la cámara Xbox Live Vision, lo que permite a los jugadores ver a sus oponentes cara a cara. Los desarrolladores Isopod Labs también convirtieron los autos originales de "Vigilante 8" como contenido extra desbloqueable. J3Concepts también creó un tema personalizado para el tablero de instrumentos original blades Xbox 360. Un contenido descargable conocido como el paquete High Octane se lanzó en el mercado de Xbox Live el 3 de diciembre de 2008. Cuenta con tres nuevos personajes y dos nuevos niveles.

## Recepción
Vigilante 8 Arcade recibió críticas "mixtas" según el sitio web Metacritic.
Los críticos generalmente comentaron que el punto fuerte del juego multijugador es el juego. "Revista oficial de Xbox del Reino Unido", el crítico Ryan King calificó a "V8 Arcade" como "un regreso glorioso a una edad más simple en los juegos". Aplaudió aún más el modo multijugador en línea del juego, afirmando que era uno de los mejores que Xbox Live Arcade tiene para ofrecer a los jugadores. Jason Lauritzen, de Cheat Code Central, sintió que el juego era nostálgico. Nate Ahearn de IGN dio la bienvenida a la mecánica de juego de salvamento del juego al tiempo que elogió al multijugador en línea. Mitch Dyer, oficial de la Revista Oficial de Xbox, también comentó sobre el fuerte modo multijugador y agregó comentarios positivos sobre la cantidad de armamento y la cantidad de modos de disparo por arma.  Tom Price de TeamXbox notó los "grandes niveles del juego, toneladas de recolección de armas y oponentes locos" llamándolos "simples y efectivos".  El crítico Andrew Hayward de  1UP.com  declaró que los predecesores del juego "construyeron una base sólida para llevar la serie en línea" y agregó que el juego es divertido cuando "dispara morteros y misiles a algún enemigo desafortunado desde lejos"."
Los críticos se sintieron decepcionados por los malos controles, los fallos de juego y los problemas con la cámara del juego. Dyer de OXM comentó que el juego tenía "controles malos" y una cámara pobre. El crítico Austin Light de GameSpot también citó controles deficientes, física y fallas en el juego. Dan Whitehead de Eurogamer sintió que los controles eran débiles en comparación con el original Vigilante 8. He further felt the game did not meet up to its potential. Hayward de 1UP.com también estuvo de acuerdo con Whitehead, declarando "tristemente [...] la mayor parte de los problemas de Vigilante 8: Arcade son de naturaleza técnica".
Vigilante 8 Arcade vendió más de 60,000 copias a junio de 2010, y al contrario de los puntajes de las críticas, el juego promedió casi un puntaje de 4 de 5 en Xbox.com basado en más de seis mil cuatrocientos votos por la comunidad Xbox Live. Aunque las revisiones del juego habían sido mixtas, algunos críticos mencionaron su costo relativamente económico de 800 Microsoft Point como un punto de venta.